# Carl Hans Wachtmeister
Carl Hans Wachtmeister zu Johannishus (* 2. April 1689; † 7. März 1736) war ein schwedischer Graf und Admiral aus dem Adelsgeschlecht Wachtmeister.
Er wurde häufig mit seinem Cousin, dem Grafen Karl Hans Wachtmeister (1682–1731), dem Sohn von Bleckert Wachtmeister, verwechselt. Auch dieser war Admiral und schwedischer Reichsrat.

## Familie
Carl Hans Wachtmeister war der älteste Sohn von Admiral Graf Hans Wachtmeister zu Johannishus und seiner Frau Sofia Louisa Ascheberg. Carl Hans Wachtmeister war nach dem Tod seines Vaters im Jahre 1714 der Erbe des Schlosses Johannishus, dem Erbhof der Familie Wachtmeister in Blekinge.
Wachtmeister heiratete 1714 die Gräfin Magdalena Ulrika Stenbock, die Tochter des königlichen Rates und Feldmarschalls Graf Magnus Stenbock. Sie starb bei der Geburt ihres ersten Kindes im Jahre 1715. Zwei Jahre später heiratete Wachtmeister die Baroness Sofia Dorotea Henrietta Filippina von Metsch (1699–1753), eine Tochter des Barons Hans Fredrik von Metsch und dessen Ehefrau Juliana Sibilla geb. von dem Knesebeck.
Tochter aus erster Ehe:
- Magdalena Sofia (1715–1750); sie heiratete im Jahr 1730 den Cousin ihres Vaters, Oberstleutnant Baron Axel Gustaf Wachtmeister von Björkö.

Kinder zweiter Ehe:
- Elisabet Lovisa (1718–1765); sie heiratete im Jahre 1742 den Generalmajor Baron Jakob Fredrik Horn von Rantzien.
- Vilhelmina Eleonora Antoinetta (1719–1767); 1741 verheiratet in Karlskrona mit Carl Fredrik von Mevius, Herr von Schrevenborn in Holstein.
- Fredrik Georg Hans Carl (1720–1792).
- Ulrika Juliana Henrietta (1722–1776); verheiratet im Jahre 1748 mit Generalleutnant Graf Johan Ludvig Hård.

## Militärische Karriere
Im Jahre 1700 wurde Wachtmeister zum Leutnant ernannt. Im Jahre 1704 wurde er Erster Offizier auf der Fregatte Oland des Kapitäns und späteren Admiral Gustaf von Psilander. An Bord dieser Fregatte nahm er an der Schlacht von Orford Ness am 28. Juli 1704 teil. Drei Jahre später wurde er von der schwedischen Admiralität zum Kapitän befördert. Im Jahre 1711 wurde er zum Schoutbynacht ernannt, dieser historische Dienstgrad entsprach dem heutigen Konteradmiral.

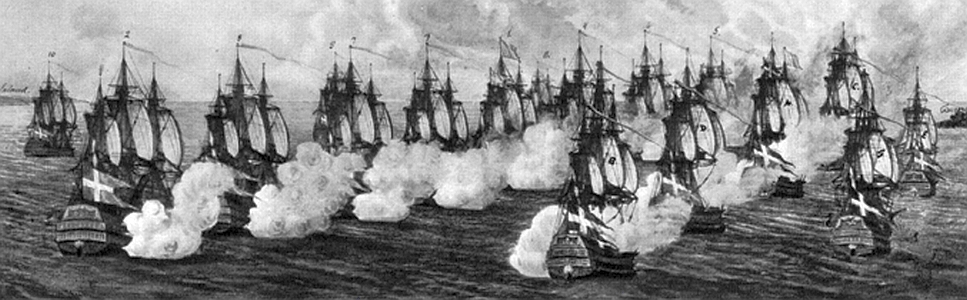
Die Seeschlacht bei Fehmarn im Jahre 1715

Wachtmeister hatte im Frühjahr 1715 vom schwedischen König Karl XII. die Order erhalten, die Nachschubrouten der Dänen nachhaltig zu stören. Ihm wurde das Kommando über das schwedische Flaggschiff Prinzessin Hedwig Sophia gegeben. 1715 kontrollierte das Königreich Dänemark-Norwegen alle drei Passagen in die Weltmeere. Besonders im Öresund kam es immer wieder zu kleineren Gefechten und Schiffskaperungen. Die dänische Admiralität stellte eine Flottille unter dem Kommando des Admirals Gabel zusammen, um die schwedische Flotte zu vernichten. Am 24. April standen sich die beiden Flotten im Belt von Fehmarn gegenüber. In der Seeschlacht bei Fehmarn wurde Wachtmeister von den Dänen geschlagen und musste sich ergeben. Das Flaggschiff versenkte er, damit dieses den Dänen nicht in die Hände fiele.
Nach kurzer Kriegsgefangenschaft kehrte Wachtmeister nach Schweden zurück und wurde im Jahre 1716 zum Vizeadmiral ernannt.
Im Jahr 1719 wurde er zum Admiral und wenig später zum Mitglied des schwedischen Admiralitätsrat ernannt. Er erhielt das Oberkommando über die schwedische Flotte im östlichen Ostseeraum und versuchte die russischen Plünderungen in Schwedens Gewässern zu unterbinden. Dies gelang nur bedingt, denn die russische Übermacht an Schiffen und Kanonen zwang die Schweden oft zum Rückzug. Außerdem konnten die schwedischen Verbände durch ihre beengten Mittel keine Entlastungsangriffe gegen russische Häfen durchführen.